# È desiderio/'O codice 'e ll'ammore
È desiderio/‘O codice ‘e ll'ammore, pubblicato nel 1961, è un singolo del cantante italiano Mario Trevi

## Storia
Il disco presenta due brani inediti di Mario Trevi. È desiderio è presentata da Trevi alla Piedigrotta Giba.

## Tracce
Lato A
- È desiderio (Barrucci-Sasso-Esposito)

Lato B
- ‘O codice ‘e ll'ammore (Pisano-Alfieri)

## Incisioni
Il singolo fu inciso su 45 giri, con marchio Durium- serie Royal (QCA 1218).
Direzione arrangiamenti: M° Eduardo Alfieri.